# Torre Quezzi
Torre Quezzi (318 s.l.m.) è una torre circolare in laterizio di 15 metri di diametro per 17 m di altezza, costruita dal Corpo Reale del genio Sardo tra il 1818 e il 1823, situata sulle alture di Quezzi.

## Storia
La torre domina le alture della val Bisagno, e fu costruita per sopperire alla mancanza di una adeguata difesa di Forte Quezzi lungo il crinale nord del monte, che avrebbe consentito un facile punto di partenza alle truppe nemiche per un eventuale attacco al forte stesso.
Il Genio Sardo si prodigò per rinforzare quel lato del monte, con la costruzione di una piccola opera di "appoggio" a pianta circolare.
Nel 1830 una relazione militare riscontrò un'inutilità nel posizionamento di Forte Quezzi e viceversa una ottima posizione difensiva della piccola opera di appoggio, così negli anni subito successivi furono sviluppati diversi progetti per rinforzare e ampliare la torre, con l'aggiunta di bastioni e la creazione di un forte simile a quello di Begato.
L'idea tuttavia rimase solo al livello di disegno di progetto, e la torre non fu mai rimaneggiata.
Dopo quasi 100 anni, intorno al 1909, l'opera fu abbandonata dalle autorità militari e adibita a ristorante poi definitivamente abbandonata nell'immediato secondo dopoguerra, quando furono rimosse le parti metalliche e i tiranti del pavimento, che ne causarono il crollo.
Torre Quezzi è in completo abbandono; saltuariamente utilizzata come ricovero per le greggi di pastori locali è in uno stato di conservazione precario e necessiterebbe di restauri, che potrebbero riportare la struttura e l'area subito attorno in uno stato dignitoso.
La torre e l'area immediatamente circostante sono considerati sito di interesse comunitario dall'Unione europea essendo uno dei pochi habitat del raro "tarantolino" o "geco tirrenico" (Euleptes europaea, precedentemente noto come Phyllodactylus europaeus).

## Struttura

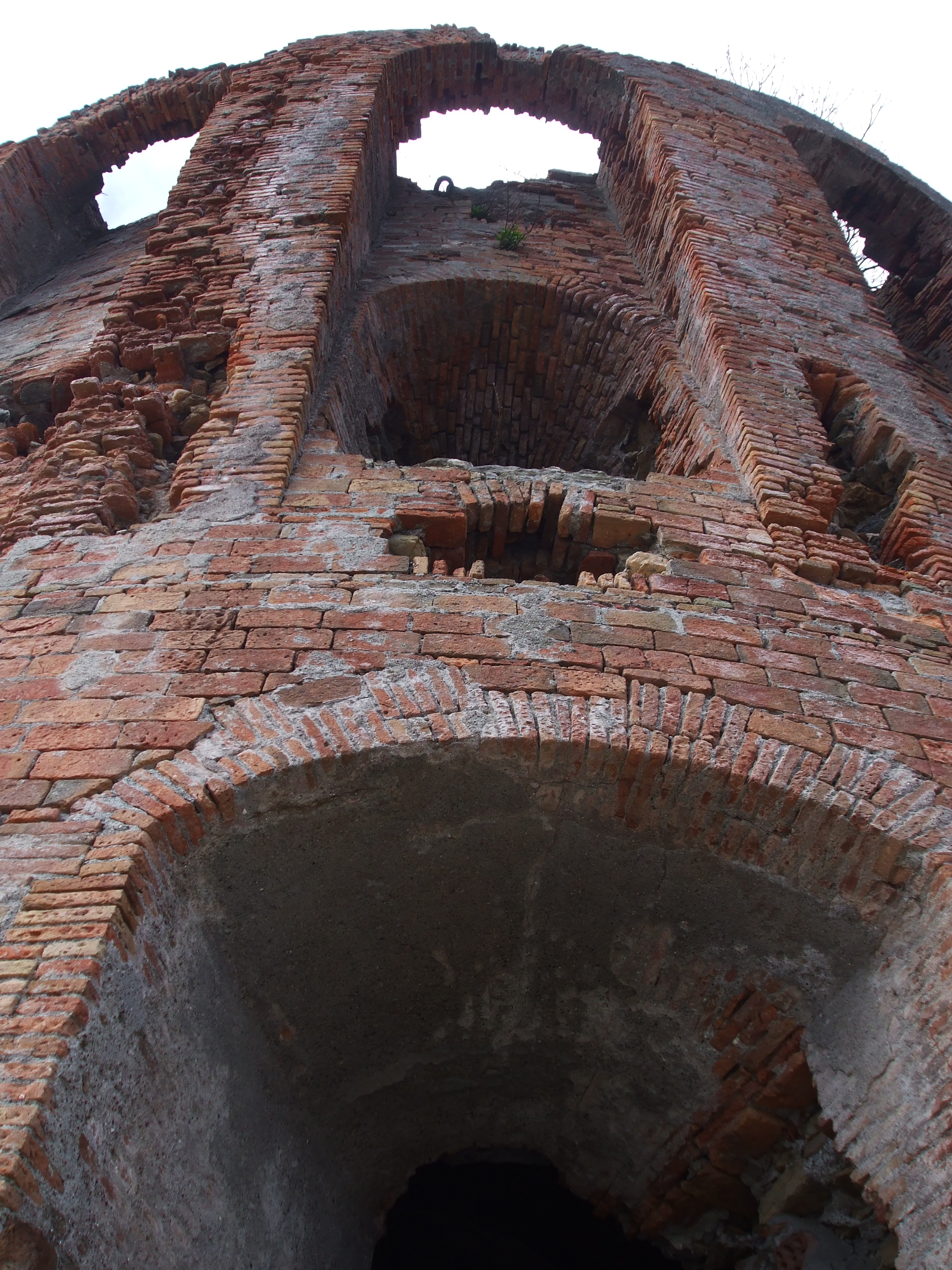
Le caditoie e la cannoniera di difesa a nord-ovest della torre

La Torre è una costruzione a tronco di cono, in cui a metà altezza si innestano delle paraste che sorreggono il parapetto di coronamento del tetto, oggi, come la maggior parte della costruzione, diroccato.
Dalla parte interna dei parasti si aprono delle caditoie, protette in origine da possenti grate apribili.
L'ingresso era originariamente protetto da un fossato a semi-cerchio, e da un ponte levatoio di cui oggi non rimangono tracce, ma che presenta ancora una muratura controscarpa davanti all'ingresso usata come appoggio per il ponte quando era abbassato.
L'interno presentava 3 piani, oggi in gran parte totalmente crollati, sorretti da quattro pilastri portanti, in cui in uno di essi sono ricavate le scale di servizio che salivano ai piani.
Al primo piano troviamo sul lato est la grossa feritoia per la cannoniera, svasata verso il basso in quanto il pezzo d'artiglieria era a difesa della Torre e non era a scopo offensivo.
Nel piano superiore si scorge un'altra feritoia per la cannoniera, che al contrario aveva un "tiro" più diritto.
Il terrazzo superiore, oggi irraggiungibile, era accessibile tramite una piccola casamatta e fu costruito a "prova di bomba", cioè da uno spesso strato di terra che sarebbe servito ad assorbire l'impatto di una bombarda dell'epoca.
Al centro del soffitto esisteva in origine una piccola copertura in marmo, la quale poteva essere aperta per facilitare lo smaltimento del fumo di sparo, tramite un camino circolare verticale collegato con l'interno.
L'armamento era rappresentato da due cannoni da 8, due obici lunghi e i due cannoncini, sopracitati, mentre il personale poteva variare da 20 a 50 unità in caso di necessità.

## Posizione
La Torre è raggiungibile dalla strada militare, oggi in parte asfaltata, che parte da Forte Quezzi e porta fino a Forte Richelieu passando da Forte Monteratti, il sito oggi si trova in prossimità di serbatoi dell'Acquedotto Valnoci, in uno spiazzo asfaltato.
A piedi è raggiungibile da via Leamara che parte dal quartiere di Quezzi, oppure da un sentiero percorribile anche in mountain bike che parte dalla piazza di Sant'Eusebio, in macchina dal quartiere del Biscione.

## Natura
La zona di Torre Quezzi è riconosciuta dalla Direttiva Habitat come zona speciale di conservazione per la presenza del fillodattilo (Euleptes europaea), un piccolo geco (il più piccolo vertebrato europeo) rinvenibile sulle pareti della torre, che nel resto della Liguria è presente esclusivamente nelle isole di Tino e Tinetto, in provincia di La Spezia, e per questo considerata specie protetta.